# 體育報知
《体育报知》（日语：／ Supōtsu Hōchi）是日本一份由报知新闻社发行的体育报。

## 相关项目
- 报知电影奖
- 报知职业体育大奖（日语：報知プロスポーツ大賞）
- 将棋女名人战（日语：女流名人戦 (将棋)）
- 读卖巨人
- 东京巨蛋
- 巨人杯全日本初中棒球锦标赛（日语：全日本中学野球選手権大会 ジャイアンツカップ）
- 《深层NEWS（日语：深層NEWS）》（BS日本）——由《报知体育》编辑部负责介绍次日《报知体育》内容的电视新闻节目
- 《赛马展望（日语：競馬展望）》（KBS京都放送）——于2010年4月至2014年3月播出并由《报知体育》赞助的节目